# Sede dell'ENPDEP
La sede dell'ENPDEP, oggi sede di InfoCamere, è stata realizzata a Roma tra il 1963 e il 1975.
Il progetto strutturale è stato realizzato da Silvano Zorzi in collaborazione con Aldo Muller e quello architettonico da Luigi Moretti.
All’inizio del 1969, nel momento di massima trasformazione dell'area che circonda la Città Universitaria dell'università "La Sapienza" da quartiere borghese di villini a zona per uffici, l’ENPDEP affidò a Moretti la progettazione della sede centrale dell’Ente, sull’area di un edificio da demolire, in Via Morgagni, secondo la destinazione d’uso previse dal Piano Regolatore Generale di Roma.
L’Amministrazione comunale approvò un progetto che, a parità di volume con il vecchio stabile, rispondeva alle necessità del committente di dotare l’ente di una sede degna e moderna, a carattere sostanzialmente rappresentativo.
A volte vista come un’opera non immediatamente accattivante, la sede dell’ENPDEP è in realtà notevole per la forte integrazione fra architettura e struttura, per la stretta logica di architettura e costruzione.

## Edificio
L’edificio si presenta come un volume prismatico multipiano a base quasi quadrata (22 x 21 metri), con un’altezza complessiva di circa 30 metri, di cui 20 metri emergono dal livello del marciapiede e 10 metri si sviluppano al di sotto della quota campagna.
La costruzione è articolata in due blocchi distinti, caratterizzati da differenti funzioni d’uso e soluzioni strutturali. L’unico elemento di continuità tra i due corpi è rappresentato da quattro pilastri esterni che si innalzano oltre la copertura.
La struttura è resa possibile dall’impiego del cemento armato precompresso, una variante tecnologicamente avanzata del cemento armato tradizionale, utilizzata per garantire prestazioni statiche superiori.
Il blocco inferiore, compreso tra il terzo piano interrato e il piano rialzato, è realizzato con una struttura ordinaria in cemento armato e comprende spazi destinati a servizi e aree tecniche, come garage, archivi, impianti e locali di accoglienza e smistamento del pubblico.
Il blocco superiore, che si sviluppa su quattro piani dal solaio del piano rialzato fino alla copertura, ospita gli uffici. Questo volume è sorretto esclusivamente da quattro pilastri ellittici posizionati all’esterno del perimetro edilizio. Tali pilastri presentano una sezione variabile, rastremata verso l’alto, e costituiscono l’unico sistema portante fuori terra, escludendo i vani ascensore.
Il sistema strutturale comprende travi in cemento armato precompresso di sezione 0,40 x 1,20 m, disposte a formare telai rigidi con i pilastri. La copertura è realizzata con due travi principali in cemento armato precompresso (dimensioni 1,14/0,90 x 1,80 m), poggianti sulla sommità dei pilastri, che si allargano in corrispondenza degli appoggi mediante una sagomatura a "pala di remo". Su queste travi si innestano 14 travi secondarie (0,30 x 1,35/0,80 m), disposte a coltello e aggettanti, che fungono da collegamento per i tiranti metallici delle facciate laterali.
Il sistema di facciata comprende 28 tiranti metallici (100 x 50 mm) che sostengono i solai dei piani tipo e della copertura. I solai sono di tipo misto laterizio-calcestruzzo, con spessore complessivo di 28 cm, e sono impostati su tre luci: due laterali sui tiranti metallici e una centrale sulle travi principali.
Questa configurazione strutturale condiziona direttamente il disegno della facciata curtain wall, dove la maglia dei tiranti e delle travi costituisce la griglia portante a vista. I pilastri assumono un ruolo visivo dominante rispetto allo sfondo trasparente dell’involucro.
Il prospetto posteriore è caratterizzato da una scala elicoidale esterna destinata alle emergenze, formalmente coerente con quella interna, da cui è separata tramite una parete vetrata, creando una continuità visiva tra interno ed esterno.
L’accesso ai livelli interrati è garantito da corpi scala e ascensori, oltre a una rampa carrabile per il parcheggio. Data la profondità dello scavo e la vicinanza di edifici adiacenti fondati a quota superiore, è stata realizzata una paratia perimetrale con pali accostati del diametro di 600 mm, vincolata da un cappellaccio di base e controventata da setti e puntoni strutturali.
Il piano inferiore ospita i locali impiantistici ed è sormontato da un giardino pensile, che consente la lettura delle diverse tecnologie costruttive adottate. L’edificio è chiaramente articolato in tre fasce funzionali: la parte inferiore destinata agli impianti, il piano rialzato per l’ingresso dei visitatori (distaccato sia dalla parte superiore sia da quella inferiore) e i piani superiori destinati agli uffici.
L’intero volume appare come sospeso, grazie alla combinazione dei quattro pilastri principali e del sistema di tiranti, enfatizzati anche dalla colorazione a contrasto delle strutture metalliche.
Un elemento distintivo dell’esterno è il cancello d’ingresso, realizzato dall’artista Claire Falkenstein.
Gli spazi interni sono modulabili: la sala riunioni è accessibile da due ingressi e presenta pareti mobili che permettono la configurazione flessibile dello spazio (fino a 20 m² completamente liberi da pilastri). Gli infissi originali, fissi e inclinati, sono progettati per ampliare visivamente lo spazio e includono piccole finestre apribili per favorire il ricambio d’aria. Il pavimento è anch’esso originale.
Al primo piano, adibito a uffici, lo spazio è libero con una trave centrale ribassata (alta 1 metro) visibile nel controsoffitto tecnico. Gli uffici sono stati ristrutturati nel 2013 per migliorare l’efficienza energetica, mediante l’aggiunta di una struttura interna con seconde vetrate, mantenendo inalterati gli infissi originali a bilico con vetro libero.
La costruzione è stata eseguita per fasi, prevedendo in parallelo la precompressione delle travi e il sostegno temporaneo dei solai, fino al completamento del graticcio di copertura e alla messa in funzione dei tiranti.
Le principali fasi costruttive sono state: la realizzazione delle fondazioni e l’elevazione dei pilastri fino al primo piano tipo; la costruzione dei piani tipo con travi precompresse, supportate temporaneamente da ponteggi; la predisposizione dei tiranti metallici di facciata; la costruzione della copertura con relativa centinatura; la precompressione della copertura e la successiva messa in tensione dei tiranti; il disarmo finale dei solai in corrispondenza delle facciate.